# Braunsberg (Hundsheimer Berge)
Der Braunsberg ist ein 346 m hoher Kalkstock bei Hainburg an der Donau (östliches Niederösterreich). Der mit seinem schrägen Plateau ungewöhnlich geformte Berg war ein Stadtberg der Kelten und trägt noch deutliche Spuren der keltisch-römischen Zeitenwende.

## Ein Hindernis für die Donau
Der Braunsberg stellt mit dem gegenüber in der Slowakei gelegenen Thebener Kogel (Devínska kobyla) die Hainburger bzw. Ungarische Pforte (Porta Hungarica) des Donaustroms dar. Das Durchbruchstal beim Braunsberg ist ein geologisches Bindeglied zwischen Alpen und Karpaten.
Von Hainburg führt eine Straße auf den Gipfel. Der Braunsberg bietet eine hervorragende Aussicht auf die Hundsheimer Berge, die Donau und die Stadt Bratislava und deren Umgebung sowie weit ins Marchfeld. Auf dem Berg steht das Mahnmal der Karpatendeutschen zur Erinnerung an ihre alte Heimat in der Slowakei.

## Geschichte
Der Braunsberg liegt in einem bereits seit 7000 Jahren besiedelten Gebiet. So befand sich auf dem Berg eine bedeutende keltische Höhensiedlung (Oppidum), eine Wallburg, die im 2. Jahrhundert v. Chr. errichtet wurde. Seit 1986 laufen erneut archäologische Untersuchungen, im Zuge derer ein keltischer Wall und ein Wachturm rekonstruiert worden sind.
Diese von der älteren Hallstatt- (Kalenderberg-Gruppe) bis in die jüngere Latènezeit bewohnte Siedlung wurde seit 1876 beschrieben, die ersten richtigen Grabungen fanden ab 1931 statt. Der latènezeitliche Erdwall mit Palisade umschließt ein Areal von rund 23 Hektar. Werkstätten zur Metallverarbeitung und Wohnbauten mit schon im 18. Jahrhundert beschriebenen Münzfunden befinden sich im Inneren der Befestigungsanlage. Nach neueren Grabungsergebnissen wurde die Siedlung auf dem Braunsberg schon in der Mitte des 1. Jahrhunderts v. Chr. aufgelassen – lange vor der römischen Eroberung des Gebietes. Die von Velleius Paterculus in seiner Historia Romana („Römische Geschichte“, II 109,5) geäußerte Vermutung, die Höhensiedlung sei mit „Carnuntum, ein(em) Ort im Regnum Noricum“ identisch, wird durch die Grabungsergebnisse nicht bewiesen. Tatsächlich wird das norische Carnuntum (von *karn, „Fels“) mit Devín auf dem Thebener Burgberg gleichgesetzt.
Am Fuß des Braunsbergs, zur Donau hin, stand von der Mitte des 12. Jahrhunderts an die Burg Röthelstein (auch Rottenstein), die bereits im 15. Jahrhundert wieder verfiel und dann von den Türken zerstört wurde. Heute sind noch einige Mauerreste erhalten. Auf der anderen Seite des Stromes, wo die aus Mähren kommende March mündet, liegen ebenfalls Festungen der slowakischen Stadt Devín (Theben).

## Flora und Fauna

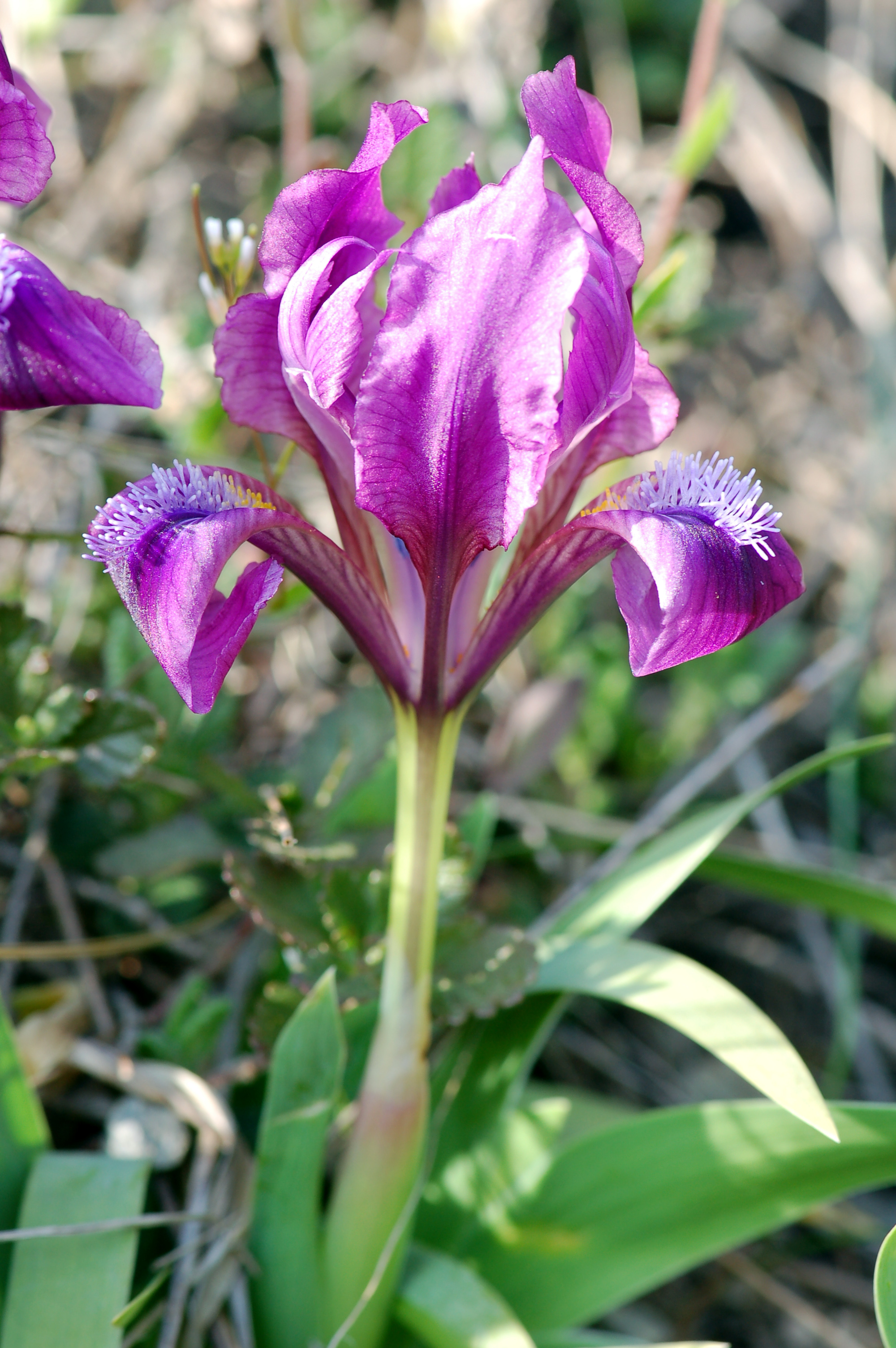
Zwerg-Schwertlilie am Südosthang des Berges

Durch seine Lage am Rande der pannonischen Tiefebene hat der Braunsberg ein begünstigtes Klima. Viele wärmeliebende, mediterrane Tier- und Pflanzenarten finden hier ideale Lebensbedingungen vor, etwa die Smaragdeidechse, die Äskulapnatter, die Lotwurz (Onosma austriaca), die Phönizische Königskerze (Verbascum phoeniceum) oder die Zwerg-Schwertlilie (Iris pumila). Einige Arten sind am Berg und in seiner Umgebung endemisch, wie zum Beispiel die Hainburger Federnelke (Dianthus lumnitzerii).
Die Höhlen des Braunsberges bieten Fledermäusen wertvolle Winterquartiere.
Das Naturschutzgebiet Braunsberg-Hundsheimerberg besteht seit dem Jahr 1965.